# VR Group
VR eller VR Group (finsk: VR-Yhtymä Oy, svensk: VR-Group Ab) et statsejet jernbaneselskab i Finland. Tidligere er det kendt som Suomen Valtion Rautatiet (De finske statsbaner) indtil 1922 og Valtionrautatiet / Statsjärnvägarna (Statsjernbanerne) indtil 1995. Dets vigtigste funktion er drift af godsbane- og jernbaneservices. VR havde i 2010 en omsætning på 1.422,6 Euro og 12.600 ansatte.
Koncernen driver et busselskab Pohjolan Liikenne og en godstransportvirksomhed VR Transpoint.
Siden 2010 er vedligeholdelsen og byggeriet af jernbanenetværket foregået gennem Finnish Transport Agency (finsk: Liikennevirasto). Indtil 1995 foregik vedligehold gennem moderselskabet Valtionrautatiet indtil 1995, hvor det blev opdelt i VR Group og jernbaneadministrationen Ratahallintokeskus.
Der drives en international passagertogslinje mellem Finland og Rusland. Der er fire daglige Allegro passagertog til Sankt Petersborg og et nattog til Moskva som kaldes for Tolstoi (navngivet efter Leo Tolstoy).

## Historie
Jernbanetransport begyndte i 1862 i Finland og flere hovedlinjer blev bygget fra slutningen af det 19. århundrede og begyndelsen af det 20. århundrede, endvidere blev der bygget mindre privatjernbaner. Rautatiet opererede primært på større og længere hovedlinjer. Gennem de 20. århundrede blev de fleste private jernbaneselskaber lukket ned og Valtionrautatiet fik monopol på jernbanetransport. I 1995 blev virksomheden privatiseret til VR group.